# 渡辺英昭
渡辺 英昭（わたなべ ひであき、1966年8月18日 - ）は、埼玉県川口市出身の元プロ野球選手（内野手）。

## 来歴・人物
日大二高から日本大学へ進学、東都大学野球リーグでは2年秋からは2部リーグであった。1988年のプロ野球ドラフト会議でロッテオリオンズから3位指名され入団。
1989年から一軍初出場を果たす。
1991年には33試合に出場する。
1996年オフに戦力外通告を受け現役を引退した。その後、球団フロント入りし、編成部((調査担当、渉外担当)に所属し、プロ野球2軍調査担当経て、MLB調査担当として、マイナーリーグを中心にスカウティング担当し、2000年オフに退団。2001年からは、スポーツマネジメントを手掛ける株式会社SPORTS BIZに務める。2004年8月に独立し、株式会社RAM Sportsの代表取締役を務め、2015年から2023年11月は沖縄県の株式会社ベイス・オブ・スポーツ代表、2016年から現在は、株式会社Spotlightの代表取締役として活動中。所属アスリートは、小宮山悟(現早稲田大学野球部監督)、黒木知宏(千葉ロッテマリーンズ投手コーチ)、福浦和也(千葉ロッテマリーンズヘッドコーチ)、吉田一将(オイシックスアルビレックス投手)、京田陽太(横浜DeNAベイスターズ選手)など、野球選手を主にマネジメントを手掛ける。
2016年より関東中学硬式野球育成会を立ち上げ、中学3年生の野球児を対象に、毎年8月〜2月(7ヶ月間)プロ野球＆社会人野球OBと共に指導し、青少年育成に尽力している。
2021年より日本大学野球部のコーチを務める。

## 詳細情報

### 年度別打撃成績
| 年 度     | 球 団     | 試 合 | 打 席 | 打 数 | 得 点 | 安 打 | 二 塁 打 | 三 塁 打 | 本 塁 打 | 塁 打 | 打 点 | 盗 塁 | 盗 塁 死 | 犠 打 | 犠 飛 | 四 球 | 敬 遠 | 死 球 | 三 振 | 併 殺 打 | 打 率 | 出 塁 率 | 長 打 率 | O P S |
| --------- | --------- | ----- | ----- | ----- | ----- | ----- | -------- | -------- | -------- | ----- | ----- | ----- | -------- | ----- | ----- | ----- | ----- | ----- | ----- | -------- | ----- | -------- | -------- | ----- |
| 1989      | ロッテ    | 2     | 0     | 0     | 1     | 0     | 0        | 0        | 0        | 0     | 0     | 0     | 0        | 0     | 0     | 0     | 0     | 0     | 0     | 0        | ----  | ----     | ----     | ----  |
| 1991      | ロッテ    | 33    | 88    | 75    | 3     | 15    | 1        | 0        | 0        | 16    | 2     | 1     | 3        | 3     | 0     | 9     | 0     | 1     | 16    | 2        | .200  | .294     | .213     | .507  |
| 1992      | ロッテ    | 5     | 9     | 9     | 0     | 0     | 0        | 0        | 0        | 0     | 0     | 0     | 0        | 0     | 0     | 0     | 0     | 0     | 1     | 0        | .000  | .000     | .000     | .000  |
| 1993      | ロッテ    | 16    | 9     | 9     | 1     | 1     | 1        | 0        | 0        | 2     | 1     | 0     | 1        | 0     | 0     | 0     | 0     | 0     | 3     | 0        | .111  | .111     | .222     | .333  |
| 1994      | ロッテ    | 2     | 1     | 1     | 0     | 0     | 0        | 0        | 0        | 0     | 0     | 0     | 0        | 0     | 0     | 0     | 0     | 0     | 0     | 0        | .000  | .000     | .000     | .000  |
| 1996      | ロッテ    | 1     | 1     | 1     | 0     | 0     | 0        | 0        | 0        | 0     | 0     | 0     | 0        | 0     | 0     | 0     | 0     | 0     | 0     | 0        | .000  | .000     | .000     | .000  |
| 通算：6年 | 通算：6年 | 59    | 108   | 95    | 5     | 16    | 2        | 0        | 0        | 18    | 3     | 1     | 4        | 3     | 0     | 9     | 0     | 1     | 20    | 2        | .168  | .248     | .189     | .437  |

### 記録
- 初出場：1989年4月28日、対日本ハムファイターズ4回戦（川崎球場）、福沢洋一の代走で出場
- 初安打：1991年5月30日、対日本ハムファイターズ11回戦（川崎球場）、白井康勝から
- 初先発出場：1991年6月4日、対福岡ダイエーホークス7回戦（平和台球場）、9番・遊撃手で先発出場
- 初打点：1991年9月2日、対近鉄バファローズ19回戦（日生球場）
- 初盗塁：1991年10月8日、対西武ライオンズ25回戦（西武球場）1回表に二盗（投手：石井丈裕、捕手：大宮龍男）

### 背番号
- 35 （1989年 - 1996年）